# Холт (Англия)
Холт (англ. Holt) — рыночный город и община в округе Северный Норфолк графства Норфолк в Англии. 
Расположен в 34 км к северо-западу от города Норидж и в 176 км к северо-востоку от Лондона. Находится недалеко от побережья, с магазинами, санаториями и местами для отдыха.  
Площадь - 12,19 км².

## Население
| Год  | Численность | Численность |
| ---- | ----------- | ----------- |
| 2021 | 4015        | [ 1 ]       |

В 2011 году в городе проживало 3810 жителей.  Плотность	— 313 чел./км².

## История
Холт впервые упоминается в  «Книге судного дня» в 1086 году. В 1708 году Холт был опустошен пожаром, уничтожившим бо́льшую часть средневекового города за три часа.
Поскольку большинство средневековых зданий было разрушено, после восстановления Холт стал известен обилием георгианских построек.

## Достопримечательности
- На центральной площади установлен крест в память о солдатах, погибших на войне.
- Церковь Святого Андрея 13 века
- Методистская церковь 1862 г.

## Известные уроженцы и жители
- Лемб, Хьюберт – климатолог.
- Пинсент, Мэтью — гребец, многократный олимпийский чемпион и чемпион мира.
- Стэнли, Уильям — английский аристократ.
- Уильямсон, Кирон — художник.
- Харрод, Рой – экономист.
- Шиелдс, Джимми – политик.
- Шоу, Себастьян — актёр

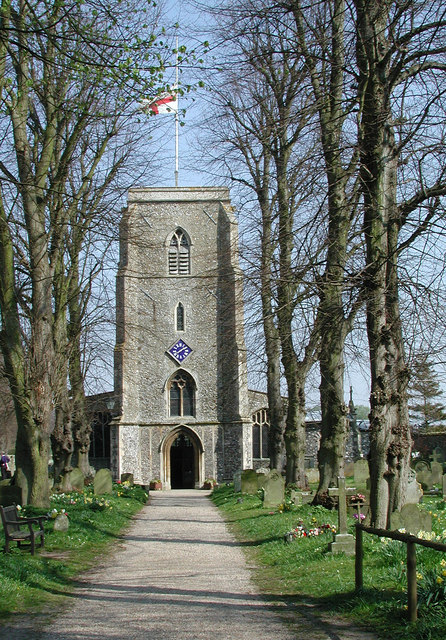
Церковь Святого Андрея
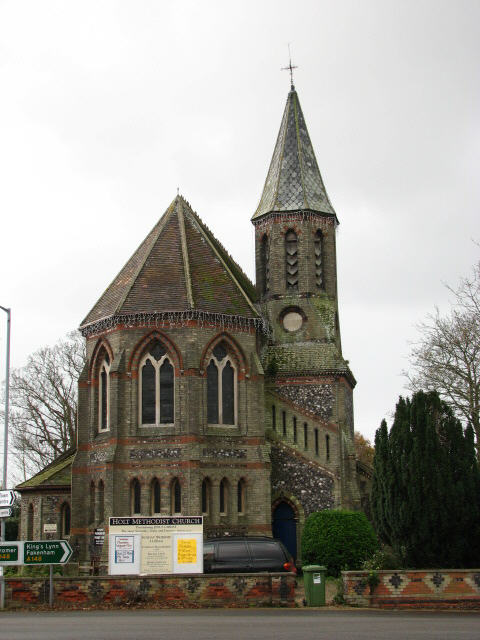
Методистская церковь
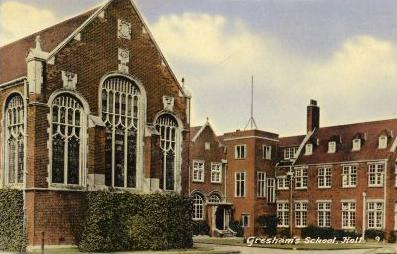
Школа
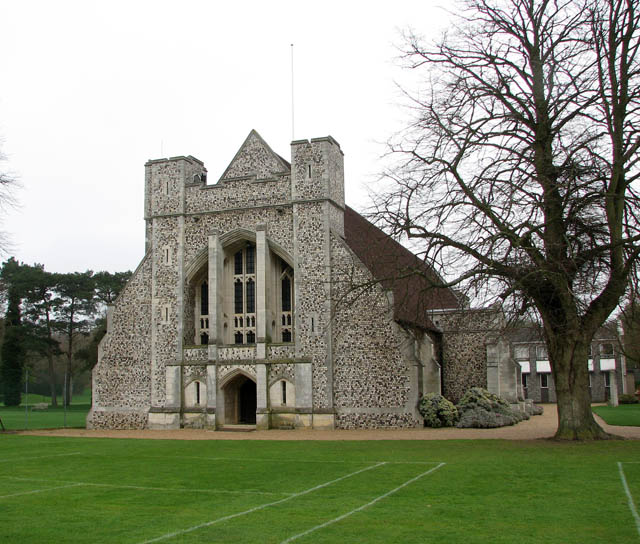
Часовня школы